# Bertalan Farkas
Bertalan Farkas (maďarsky Farkas Bertalan, 2. srpna 1949 Gyulaháza, Maďarsko) je bývalý maďarský vojenský letec a kosmonaut. Do vesmíru letěl díky programu Interkosmos v roce 1980.

## Život
Narodil se ve východním Maďarsku. Otec pracoval v obuvnickém družstvu. Absolvoval základní školu, pak střední s internátem. Domů jezdil jednou měsíčně a byl na rozdíl od matky tomu rád, protože se mohl věnovat naplno hraní fotbalu. Ke konci střední školy se rozhodl zájem změnit, začal navštěvovat klub maďarského branného svazu, kde mohl skákat padákem a létat na kluzácích. Po maturitě se rozhodl stát se letcem. V roce 1967 nastoupil na vojenské letecké učiliště, studia dokončil v Sovětském svazu. Vrátil se do Maďarska v roce 1972 jako poručík a stal se uznávaným stíhacím pilotem. O čtyři roky později se přihlásil mezi adepty kosmonautiky, prošel náročným výběrem a pak výcvikem v SSSR. Až pár dní před startem v květnu 1980 bylo příslušnou komisí rozhodnuto, že Farkas bude členem základní posádky a zároveň, že v posádce záložní bude jeho maďarský kolega z výcviku Béla Magyari.

## Let do vesmíru
Na oběžnou dráhu Země odstartoval v květnu 1980 z Bajkonuru v kosmické lodi Sojuz 36. Velitele mu dělal kosmonaut Valerij Nikolajevič Kubasov, Farkas měl funkci kosmonaut-výzkumník. Spojili se s orbitální stanicí Saljut 6, kde už byl v té době připojen Sojuz 35, do stanice přestoupili a společně s přítomnou posádkou (Leonid Popov a Valerij Rjumin) zde týden pracovali dle připraveného scénáře páté posádky programu Interkosmos. Farkas spolu s Kubasovem pak odletěli na Zemi v Sojuzu 35. Přistáli v kabině lodi na padácích na území Kazachstánu.
- Sojuz 36, Saljut 6, Sojuz 35 (26. května 1980 – 3. června 1980)

## Po návratu z kosmu
Ve skotském Edinburghu se konal v září 2007 20. kongres Asociace kosmických cestovatelů (ASE – Association of Space Explorers) s Farkasovou účastí. Zúčastnil se i 22. kongresu ASE od 4. října do 10. října 2009 v Praze v prostorách fakulty elektrotechnické ČVUT.